# Greyhound - Il nemico invisibile
Greyhound - Il nemico invisibile (Greyhound) è un film del 2020 diretto da Aaron Schneider.
La pellicola è l'adattamento cinematografico del romanzo del 1955 The Good Shepherd scritto da Cecil Scott Forester.

## Trama
Durante i primi giorni del coinvolgimento degli Stati Uniti d'America nella seconda guerra mondiale, una flotta internazionale di 37 navi alleate, guidate dal capitano di fregata Ernest Krause, attraversa l'Atlantico del Nord inseguita dagli U-Boot tedeschi.
La storia si concentra sulle ore durante le quali il convoglio deve affrontare il cosiddetto black pit, la zona centrale dell'oceano, al di fuori della copertura aerea statunitense da un lato e da quella inglese dall'altro. La sopravvivenza dei mercantili è affidata alla scorta di un cacciatorpediniere statunitense della classe Fletcher, il Greyhound, due cacciatorpediniere inglesi, la Eagle e la Harry, una corvetta canadese, la Dickie.
Le unità di scorta impegnano ripetutamente un gruppo di quattro U-Boot, avendo con difficoltà la meglio su tre di essi dopo aver patito perdite, in uomini e navi, tra i mercantili e aver subito l'affondamento della Eagle.
Entrati nel raggio della copertura aerea inglese, l'ultimo sommergibile viene affondato da un idrovolante PBY Catalina.
Rilevate, nel ruolo di scorta, da navi della Royal Navy, le tre unità superstiti fanno rotta su Londonderry.

## Produzione
Le riprese del film sono iniziate nel marzo 2018 in Louisiana e si sono svolte nei pressi di Baton Rouge con la partecipazione di alcune fregate della Royal Canadian Navy.
Il budget del film è stato di 50,3 milioni di dollari.

## Promozione
Il primo trailer del film viene diffuso il 5 marzo 2020.

## Distribuzione
La pellicola, fissata nelle sale cinematografiche statunitensi all'8 maggio 2020, spostata poi al 12 giugno, e posticipata a data da destinarsi a causa della pandemia di coronavirus, è stata distribuita sulla piattaforma Apple TV+ dal 10 luglio 2020, che si è aggiudicata i diritti di distribuzione del film per 70 milioni di dollari.

## Accoglienza

### Critica
Sull'aggregatore Rotten Tomatoes il film riceve il 77% delle recensioni professionali positive con un voto medio di 6,43 su 10 basato su 155 critiche, mentre su Metacritic ottiene un punteggio di 63 su 100 basato su 34 critiche.

### Primati
Il film ha registrato il record di visualizzazioni su Apple TV+ nel weekend d'apertura ed è poi risultato il titolo più visto di sempre sulla piattaforma.

## Riconoscimenti
- 2021 - Premio Oscar[11]
  - Candidatura per il miglior sonoro a Warren Shaw, Michael Minkler, Beau Borders e David Wyman
- 2020 - E! People's Choice Awards[12]
  - Candidatura per il miglior film drammatico
  - Candidatura per la miglior star maschile a Tom Hanks
  - Candidatura per la miglior star drammatica a Tom Hanks
- 2021 - British Academy Film Awards[13]
  - Candidatura per il miglior sonoro
  - Candidatura per i miglior effetti speciali a Pete Bebb, Nathan McGuinness e Sebastian von Overheidt
- 2021 - Cinema Audio Society Awards[14]
  - Candidatura per il miglior missaggio sonoro in un film live action
- 2021 - Critics' Choice Awards[15]
  - Candidatura per i miglior effetti visivi
- 2021 - Critics Choice Super Awards[16]
  - Candidatura per il miglior film d'azione
  - Candidatura per il miglior attore in un film d'azione a Tom Hanks
- 2021 - Golden Reel Awards[17]
  - Miglior montaggio sonoro negli effetti a Warren Shaw, Michael Minkler, Will Digby, Ann Scibelli, Jon Title, Jeff Sawyer, Richard Kitting, Odin Benitez, Jason King, Luke Gibleon e Marko Costanzo
- 2021 - San Diego Film Critics Society Awards[18]
  - Candidatura per i migliori effetti speciali
- 2021 - Satellite Awards[19]
  - Candidatura per i migliori effetti visivi
- 2021 - VES Awards[20]
  - Candidatura per la miglior simulazione di effetti visivi a Mike Nixon, Nicholas Papworth, Jeremy Smith e Yashdeep Sawant
  - Candidatura per il miglior compositing a Chris Gooch, Tiago Santos, Stu Bruzek e Sneha Amin

## Sequel
Nell'aprile 2022 Apple TV+ ha stretto un accordo con la casa di produzione Playtone per diversi progetti, tra i quali è presente anche un sequel del film.